# 표적 (1991년 영화)
《표적》(영어: Run)은 미국에서 제작된 제프 버로스 감독의 1991년 액션 스릴러 영화이다. 패트릭 뎀프시, 켈리 프레스턴 등이 출연하였고, 레이먼드 와그너 등이 제작에 참여하였다.

## 출연진
- 패트릭 뎀프시
- 켈리 프레스턴
- 켄 포그
- 앨런 C. 피터슨
- 제임스 키드니
- 숀 매캔
- 마이클 맥레이
- 톰 맥베스
- 크리스토퍼 로퍼드
- 제리 와서먼
- 로클린 먼로
- 술레이카 매슈
- 앨릭스 다이어컨

## 제작
촬영은 1990년 4월 밴쿠버에서 시작되었다.

## 기타 제작진
- 공동 제작: 피치 케이디
- 배역: 스튜어트 에이킨스
- 미술: 존 윌릿
- 의상: 트리시 키팅